# Arthur Serrières
Arthur Serrières (1994) es un deportista francés que compite en triatlón y duatlón.
Ganó tres medallas en el Campeonato Mundial de Triatlón Campo a Través entre los años 2021 y 2025, y dos medallas en el Campeonato Europeo de Triatlón Campo a Través, en los años 2017 y 2021. Además, en Xterra triatlón obtuvo cuatro medallas en el Campeonato Mundial entre los años 2019 y 2023, y cuatro medallas en el Campeonato Europeo entre los años 2019 y 2023.
En duatlón consiguió una medalla de oro en el Campeonato Europeo de Duatlón Campo a Través de 2019.

## Palmarés internacional
| Campeonato Mundial | Campeonato Mundial           | Campeonato Mundial | Campeonato Mundial |
| Año                | Lugar                        | Medalla            | Prueba             |
| ------------------ | ---------------------------- | ------------------ | ------------------ |
| 2021               | Guijo de Granadilla (España) | Medalla de oro     | Individual         |
| 2022               | Târgu Mureș (Rumania)        | Medalla de oro     | Individual         |
| 2025               | Pontevedra (España)          | Medalla de plata   | Individual         |
| Campeonato Europeo |                              |                    |                    |
| Año                | Lugar                        | Medalla            | Prueba             |
| 2017               | Târgu Mureș (Rumania)        | Medalla de plata   | Individual         |
| 2021               | Molveno (Italia)             | Medalla de oro     | Individual         |

| Campeonato Mundial | Campeonato Mundial           | Campeonato Mundial | Campeonato Mundial |
| Año                | Lugar                        | Medalla            | Prueba             |
| ------------------ | ---------------------------- | ------------------ | ------------------ |
| 2019               | Maui (Estados Unidos)        | Medalla de plata   | Individual         |
| 2021               | Maui (Estados Unidos)        | Medalla de plata   | Individual         |
| 2022               | Molveno (Italia)             | Medalla de oro     | Individual         |
| 2023               | Trento (Italia)              | Medalla de oro     | Individual         |
| Campeonato Europeo |                              |                    |                    |
| Año                | Lugar                        | Medalla            | Prueba             |
| 2019               | Prachatice (República Checa) | Medalla de oro     | Individual         |
| 2021               | Trento (Italia)              | Medalla de oro     | Individual         |
| 2022               | Prachatice (República Checa) | Medalla de oro     | Individual         |
| 2023               | Namur (Bélgica)              | Medalla de plata   | Individual         |

| Campeonato Europeo | Campeonato Europeo    | Campeonato Europeo | Campeonato Europeo |
| Año                | Lugar                 | Medalla            | Prueba             |
| ------------------ | --------------------- | ------------------ | ------------------ |
| 2019               | Târgu Mureș (Rumania) | Medalla de oro     | Individual         |